# Diplodocus
Diplodocus („Doppelbalken“; altgriechisch διπλόος diplóos „doppelt“ und δοκός dokós „Balken“) ist eine Gattung von sauropoden Dinosauriern aus dem Oberjura (Kimmeridgium bis Tithonium) des westlichen Nordamerikas.
Der Gattungsname bezieht sich auf die V-förmigen Chevron-Knochen auf der Unterseite der Schwanzwirbelsäule. Anfangs hielt man die V-förmigen Fortsätze für eine Autapomorphie von Diplodocus, sie sind seit der Erstbeschreibung jedoch auch bei anderen Diplodociden entdeckt worden.
Diplodocus war eine der häufigeren Gattungen der ca. 156 bis 147 Millionen Jahre alten Oberen Morrison-Formation und gehörte einer von riesigen Sauropoden wie Camarasaurus, Barosaurus, Apatosaurus und Brachiosaurus dominierten Fauna an. Die Dinosauriergattung ist eine der am einfachsten zu identifizierenden und galt für viele Jahre als diejenige mit der größten Körperlänge. Seine enorme Größe mag Schutz vor Raubsauriern wie Allosaurus und Ceratosaurus geboten haben.

## Beschreibung

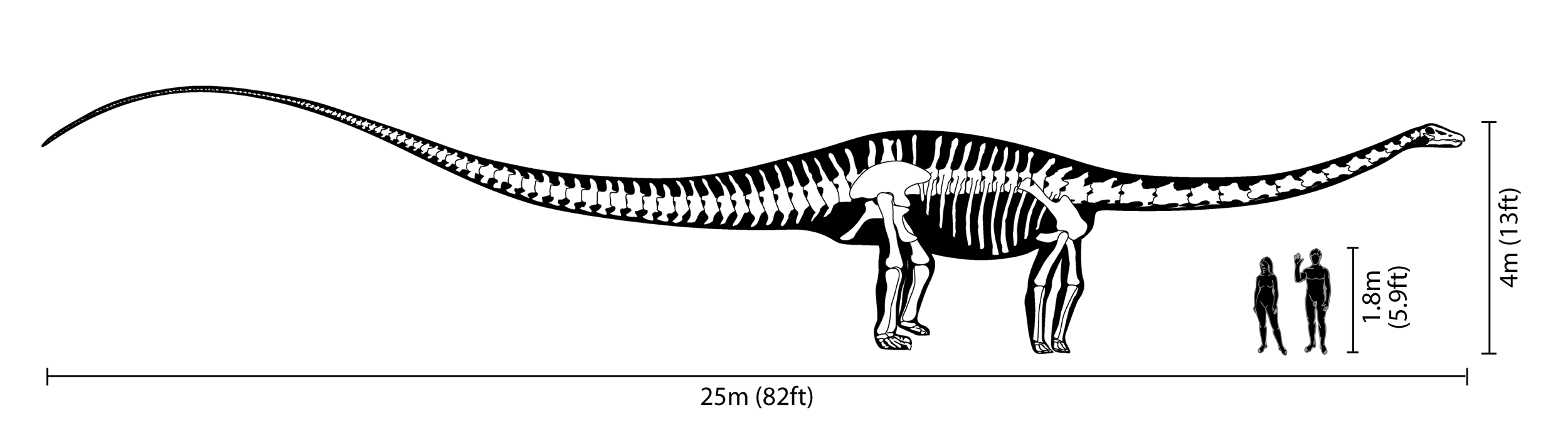
Skelettdiagramm mit Menschen als Maßstab

Diplodocus ist einer der am besten bekannten Sauropoden. Das sehr große, quadrupede Tier besaß einen langen Hals und einen langen, peitschenartigen Schwanz. Dass die Vorderbeine etwas kürzer waren als die Hinterbeine, führte zu einer horizontalen Körperhaltung, so dass Diplodocus angesichts des langen Halses, Schwanzes und der stämmigen Beine mechanisch einer Hängebrücke glich. Tatsächlich wurde der Gattung Diplodocus das längste vollständige Dinosaurierskelett zugeordnet. Manche Sauropoden wie Seismosaurus (dessen Skelettfunde eventuell große Vertreter der Gattung Diplodocus repräsentieren) und Supersaurus erreichten vermutlich noch größere Körperlängen als Diplodocus, sind jedoch nur fragmentarisch fossil belegt.
Von den bis zu 27 m Körperlänge entfielen 6 Meter auf den Hals. Der Schädel war in Relation zur Körpergröße sehr klein. Diplodocus besaß kleine, stiftförmige Zähne, die nur den vorderen Teil der Kiefer ausfüllten und von der Zahnwurzel schräg nach vorn gerichtet waren. Seine Schädelkapsel war klein. Der Hals bestand aus mindestens fünfzehn Halswirbeln und man nimmt derzeit an, dass das Tier ihn meist parallel zum Grund hielt und kaum darüber hinaus anheben konnte. Schätzungen zum Körpergewicht variieren, aktuelle Studien geben 10, 11,5, 12,7 oder 16 Tonnen an.

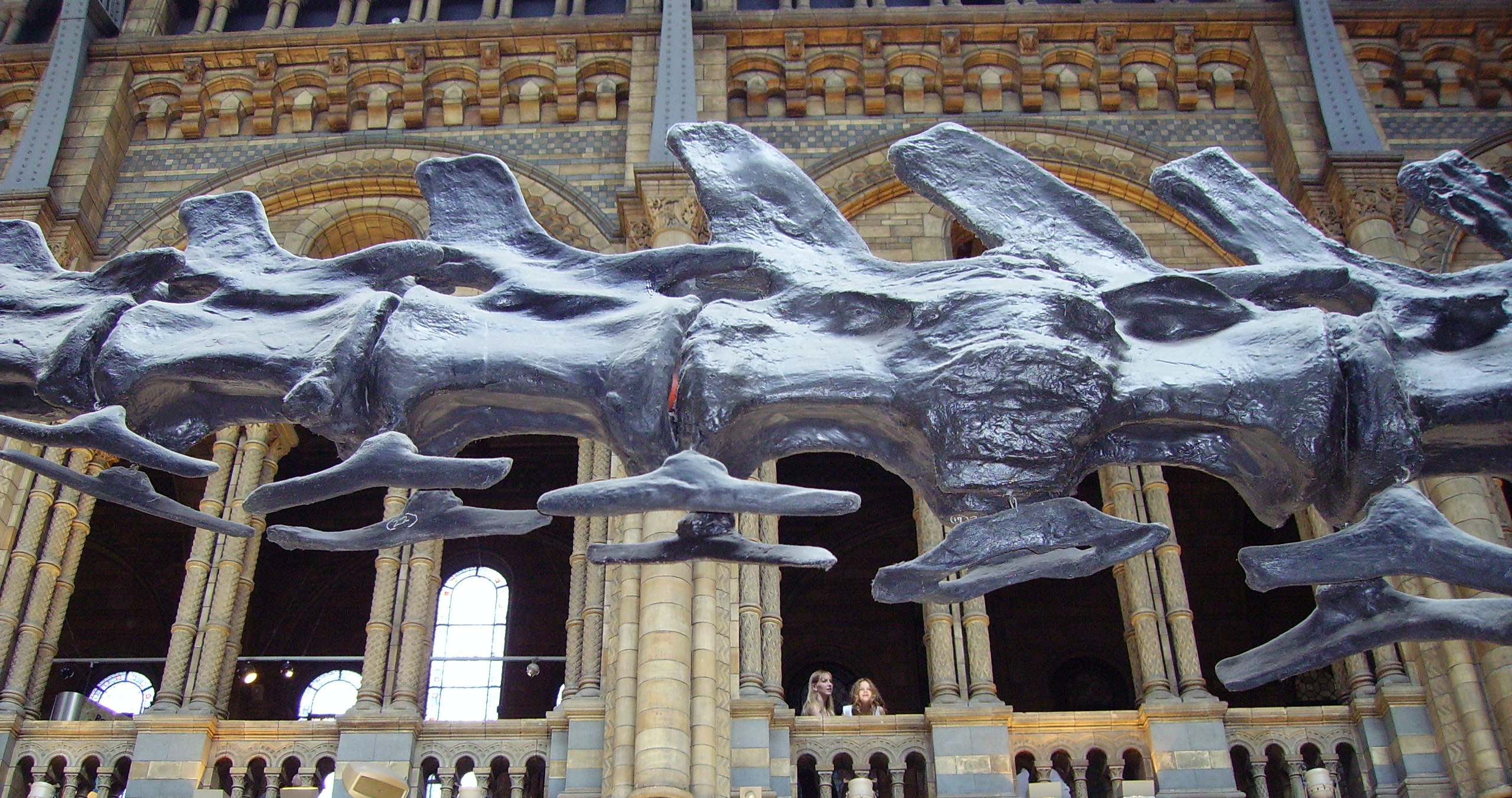
Schwanzwirbel des Diplodocus

Diplodocus besaß einen extrem langen Schwanz, bestehend aus rund 80 Schwanzwirbeln, was fast dem doppelten der Schwanzwirbelzahl mancher früher Sauropoden (wie Shunosaurus: 43) entsprach und die zur gleichen Zeit lebenden Vertreter der Macronaria (Camarasaurus: 53) bei Weitem übertraf. Es gibt Spekulationen darüber, inwiefern der Schwanz eher eine direkte Verteidigungsfunktion hatte oder der (Abschreckung durch) Lärmerzeugung diente.
Der Schwanz könnte auch als Gegengewicht zum massigen Hals gedient haben. Die namensgebenden „Doppelbalken“ der Chevron-Knochen treten im Mittelteil des Schwanzes als Fortsätze an der Unterseite auf. Sie könnten die Last des Schwanzes mitgetragen oder im Falle, dass der Schwanz auf dem Boden auflag, die Blutgefäße vor dem Zerdrücktwerden geschützt haben. In mehreren verwandten Gattungen kommen „Doppelbalken“ ebenfalls vor.

## Paläobiologie

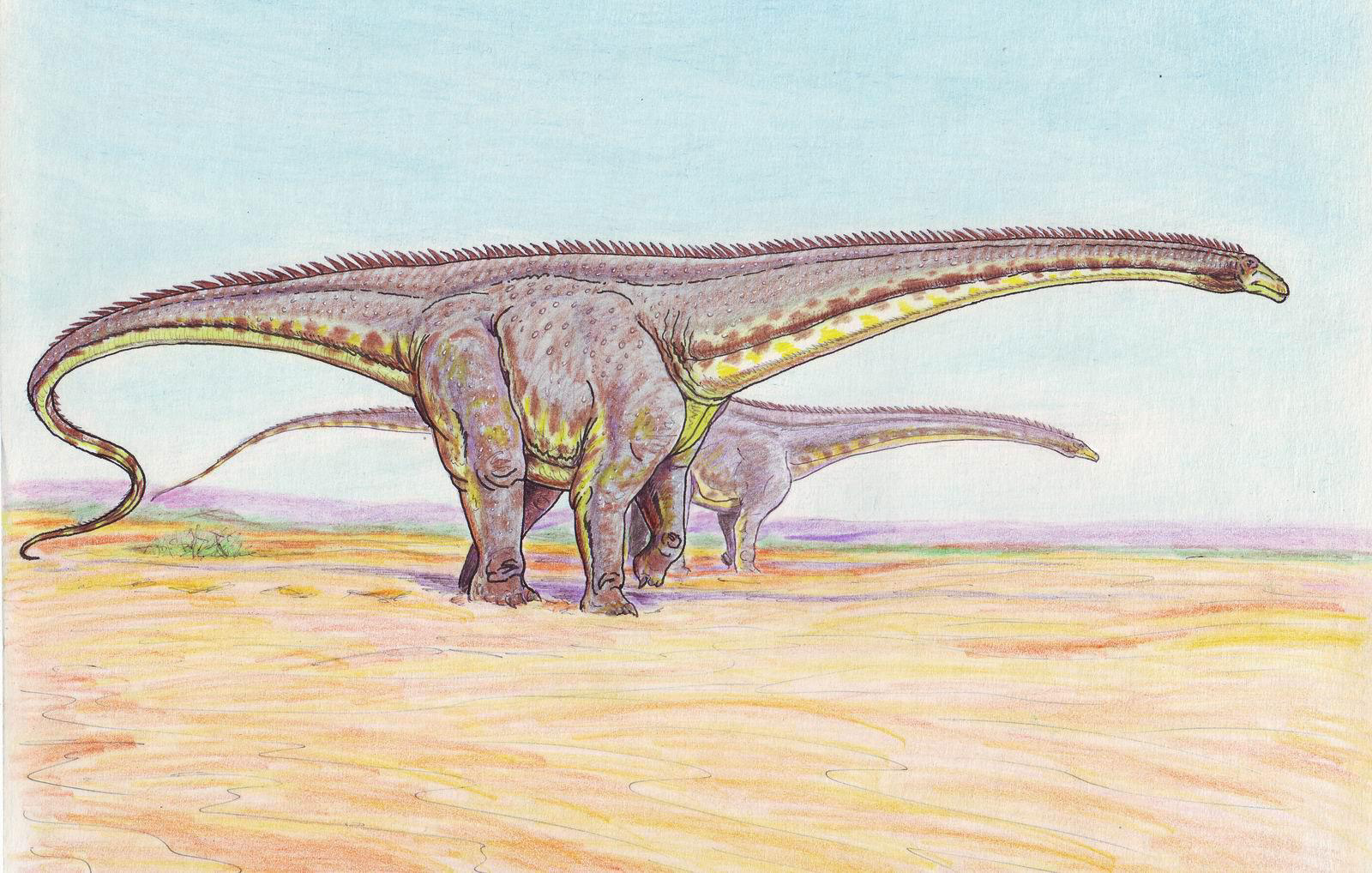
Zeichnerische Lebenddarstellung von Diplodocus

Dank des Reichtums an Skelettresten zählt Diplodocus zu den am besten untersuchten Dinosauriern. Viele Aspekte der Lebensweise sind in den Jahren seit der Erstbeschreibung der Gegenstand verschiedener Theorien geworden.

### Lebensraum
Othniel Charles Marsh und später John Bell Hatcher nahmen aufgrund der Lage der Nasenöffnungen an der Schädelspitze an, dass es sich um ein aquatisches Tier handele. Ähnliche Auffassungen flossen oftmals in die zeichnerische Darstellung anderer großer Sauropoden wie Brachiosaurus und Apatosaurus ein.
Die Idee einer aquatischen Lebensweise mit dem langen Hals als „Schnorchel“ wurde später verworfen, da der hydrostatische Druck des Wassers auf den Brustkorb für das Atmen zu groß gewesen wäre. Seit den 1970er Jahren besteht weitgehend Konsens über eine streng terrestrische Lebensweise der Sauropoden als Baumabweider. Später wurde die vorhergehende Ansicht, Diplodocus könnte möglicherweise Wasserpflanzen bevorzugt haben, wieder aufgegriffen – in der Idee, Diplodocus habe einen ufernahen Lebensraum bevorzugt, hallt die ursprüngliche Theorie einer aquatischen Lebensweise nach.

### Körperhaltung

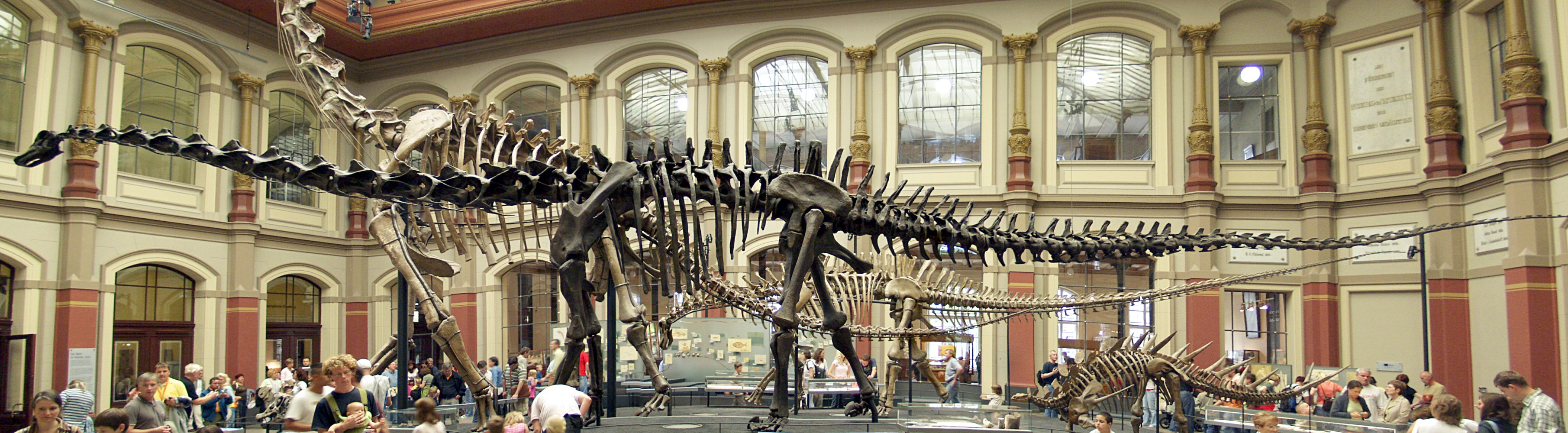
Skelettrekonstruktion mit horizontaler Haltung von Hals und Schwanz im Berliner Naturkundemuseum

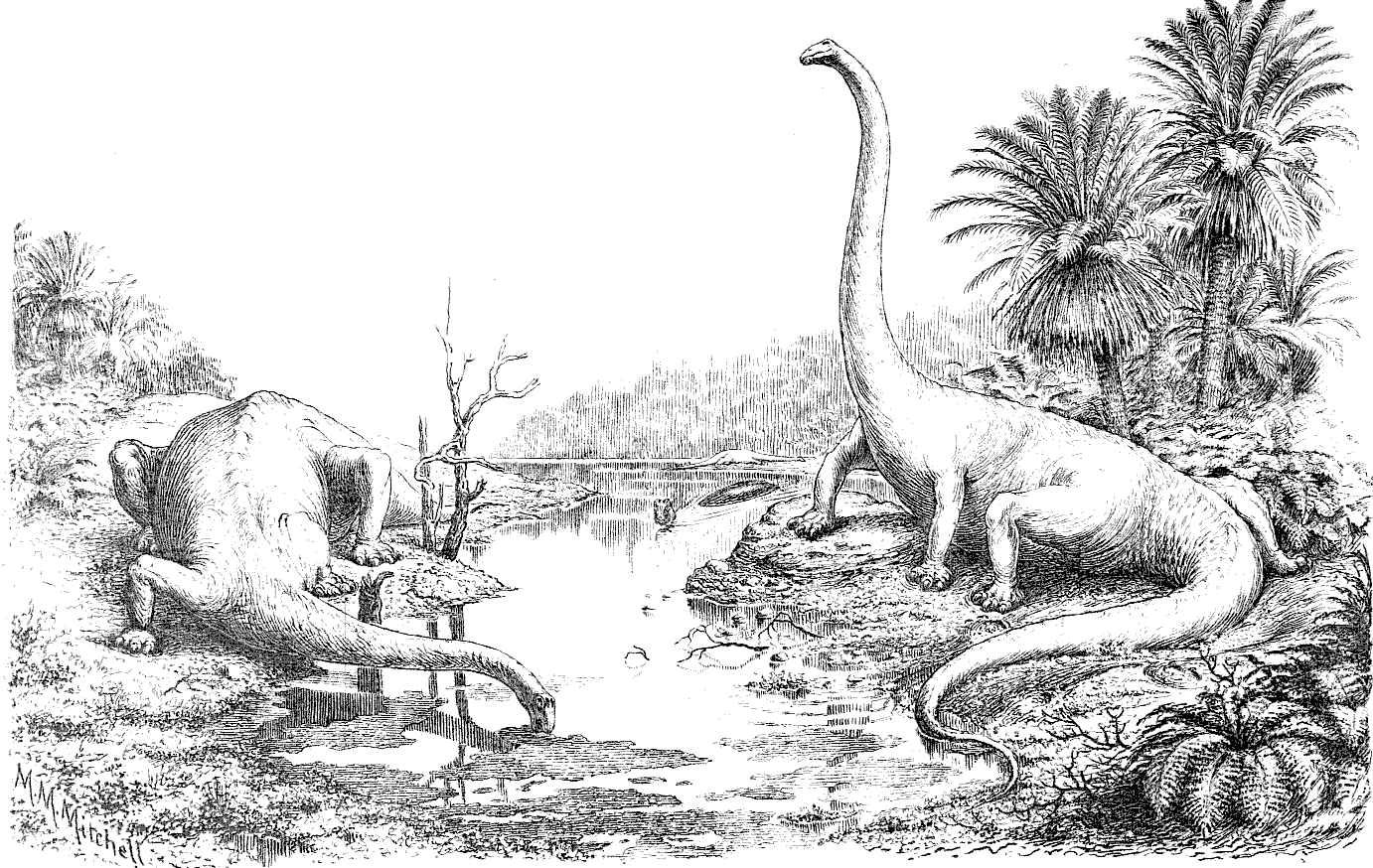
Unzutreffende Darstellung von Diplodocus als „Kriechtier“ und mit „Giraffenhals“ in der Lebendrekonstruktion von Oliver P. Hay aus dem Jahr 1910

Die Darstellung der Körperhaltung von Diplodocus hat sich über die Jahre beträchtlich verändert. Beispielsweise zeigt die klassische Rekonstruktion von Oliver P. Hay (1910) zwei Individuen der Gattung mit gespreizten eidechsenartigen Beinen am Ufer eines Flusses. Hay argumentierte für eine gestreckte eidechsenartige Gangart mit weit gespreizten Beinen und wurde darin von Gustav Tornier unterstützt. Diese Hypothese wurde jedoch von W. J. Holland widerlegt, der zeigt, dass Diplodocus als Spreizgänger einen Graben benötigt hätte, um seinen Bauch mitzuschleifen.
Später wurden Diplodociden oft mit hoch aufgerichteten Hälsen dargestellt, was sie zum Abweiden hoher Bäume befähigt hätte. Von dieser Ansicht kam man jedoch wieder ab, da das Herz nicht problemlos in der Lage gewesen wäre, einen ausreichend hohen Blutdruck zu erzeugen, um das Gehirn mit Sauerstoff zu versorgen. Zudem zeigen aktuellere Studien, dass die Struktur der Halswirbel keine steile Aufrichtung des Halses erlaubte.
Wie bei der verwandten Gattung Barosaurus ist der sehr lange Hals von Diplodocus eine Quelle vieler Kontroversen unter Wissenschaftlern. Eine Studie der Columbia University zur Halsstruktur der Diplodociden aus dem Jahr 1993 hatte zum Ergebnis, dass die längsten Hälse ein 1,6 Tonnen schweres Herz benötigt hätten, um das Gehirn mit Sauerstoff zu versorgen. Demzufolge ergäbe sich die Notwendigkeit rudimentärer „Hilfsherzen“ entlang des Halses, um kaskadenartig Blut in den Kopf zu pumpen.
Während lange Hälse traditionell als Anpassung an eine bestimmte Ernährungsstrategie interpretiert werden, schlägt eine Studie von 2006 vor, dass der überlange Hals von Diplodocus und seiner Verwandten primär der Zurschaustellung als Teil des Paarungsverhaltens gedient haben könnte und Vorteile bei Ernährung möglicherweise zunächst nur nachrangig von Bedeutung waren.

### Ernährung
Verglichen mit anderen Sauropoden besaß Diplodocus sehr ungewöhnliche Zähne: Die Zahnkronen waren lang und schmal, elliptisch im Querschnitt, während die Spitze eine abgestumpft-dreieckige Form besaß.
Die deutlichsten Abnutzungsspuren zeigen die Zahnkronenspitzen. Im Unterschied zu allen anderen Abnutzungsmustern, die man bisher bei Sauropoden beobachtet hat, zeigt Diplodocus Abnutzung auf der Wangenseite sowohl der unteren als auch der oberen Zahnreihe. Demnach besaßen Diplodocus und andere Diplodociden einen Fressmechanismus, der sich deutlich von dem anderer Sauropoden unterschied – einseitiges Abstreifen von Ästen stellt für Diplodocus die wahrscheinlichste Fressweise dar, da nur dieser Mechanismus die ungewöhnlichen Abnutzungsmuster als Folge des Kontakts der Zähne mit der Nahrung erklären kann. Beim einseitigen Abstreifen der Zweige hätte eine Zahnreihe dazu gedient, das Laub vom Stamm abzulösen, während die jeweils andere Zahnreihe als Führung und Stabilisator gedient hätte. Durch die verlängerte Präorbitalregion (d. h. der vor den Augen gelegene Bereich) des Schädels konnten längere Abschnitte eines Zweigs während einer Fressbewegung entlaubt werden. Auch die rückwärtige Bewegung der Unterkiefer könnte auf zweierlei Weise zum Fressvorgang beigetragen haben: 1) Vergrößerung des Abstands zwischen den Zahnreihen; 2) Feinjustierung der relativen Lage der Zahnreihen und ihrer Bewegung zueinander, was zu einem gleichmäßigeren Abweidevorgang geführt hätte.
Mit einem flexiblen Hals, der zur Seite sowie auf und ab bewegt werden konnte, und der Möglichkeit, den Schwanz als Stütze beim Aufrichten auf die Hinterbeine zu nutzen, dürfte Diplodocus die Fähigkeit besessen haben, in verschiedenen Höhen bis maximal 10 m über dem Boden zu weiden.
Interessanterweise hätte der Bewegungsradius des Halses auch ein Grasen bis unterhalb des Körperniveaus erlaubt, was manche Forscher zu der Spekulation veranlasste, Diplodocus könnte sich auch von Unterwasserpflanzen entlang von Flussufern ernährt haben. Für dieses Konzept der Fresshaltung spricht das Längenverhältnis der Vorder- und Hintergliedmaßen. Zudem scheinen die stiftförmigen Zähne durchaus an das Fressen weicher Wasserpflanzen angepasst zu sein.

### Andere Aspekte der Anatomie

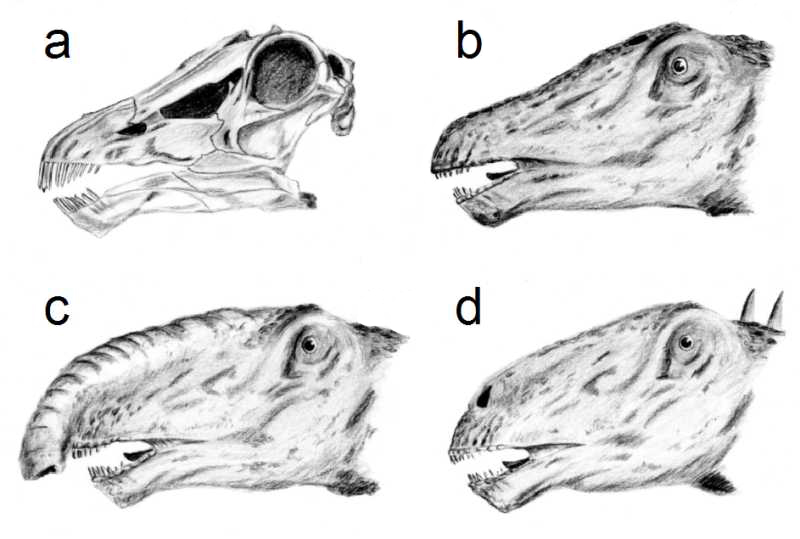
Verschiedene Rekonstruktionen:
a Schädel
b klassische Darstellung des Kopfes mit hochgelegenen Nüstern
c Bakkers Rüsselhypothese
d tiefe Nüsternposition nach Witmer 2001

Der Kopf von Diplodocus wird aufgrund der Lage der Nasenöffnungen an der Spitze des Schädels meistens mit Nüstern in entsprechender Lage oberhalb der Augen dargestellt. Es gibt Spekulationen darüber, ob die Morphologie des Schädels auch bedeuten könnte, dass Diplodocus einen Rüssel besaß. Eine Studie von 2006 legt dar, dass es keine paläoneurologischen Belege für einen Rüssel gibt. Während der Gesichtsnerv bei Rüsselträgern wie Elefanten zur Steuerung des Rüssels relativ groß ist, scheint der des Diplodocus sehr klein gewesen zu sein. Untersuchungen von Lawrence Witmer (2001) deuten an, dass trotz der hohen Lage der Nasenöffnungen im Schädel die Nüstern weitaus tiefer in Richtung der Schnauze gelegen haben könnten.
Kürzlich entdeckte Fossilien legen nahe, dass Diplodocus und andere Diplodociden eine Reihe niedriger, spitz zulaufender keratinöser Stacheln entlang der Rückenlinie ähnlich denen der Leguane besaßen. Diese Erkenntnis ist in die jüngeren Lebendrekonstruktionen, unter anderem in die TV-Serie Walking with Dinosaurs, eingeflossen. Jedoch ist ungewiss, wie viele der Diplodociden dieses Merkmal aufweisen und ob es auch bei anderen Sauropoden vorhanden war.

### Wachstumsrate
Laut einer Anzahl knochenhistologischer Untersuchungen zeigen Diplodocus und eine Anzahl weiterer Sauropoden sehr hohe Wachstumsraten und erreichten die Geschlechtsreife in etwas mehr als einem Jahrzehnt, obwohl sich das Größenwachstum dennoch (langsamer) bis zum Lebensende fortsetzte. Vormals meinte man, dass Sauropoden während ihrer gesamten Lebenszeit nur langsam wuchsen und erst nach Jahrzehnten geschlechtsreif und ausgewachsen waren.

### Fortpflanzung
Während es keine Belege für die Brutgewohnheiten von Diplodocus gibt, konnte man andere Sauropoden wie den Titanosaurier Saltasaurus mit Gelegen in Verbindung bringen. Diese Gelege zeigen, dass Titanosaurier ihre Eier gemeinschaftlich, verteilt über ein großes Gebiet, in vielen flachen Gruben ablegten und mit Vegetation bedeckten. Möglicherweise tat Diplodocus dasselbe.

## Entdeckungsgeschichte und Arten

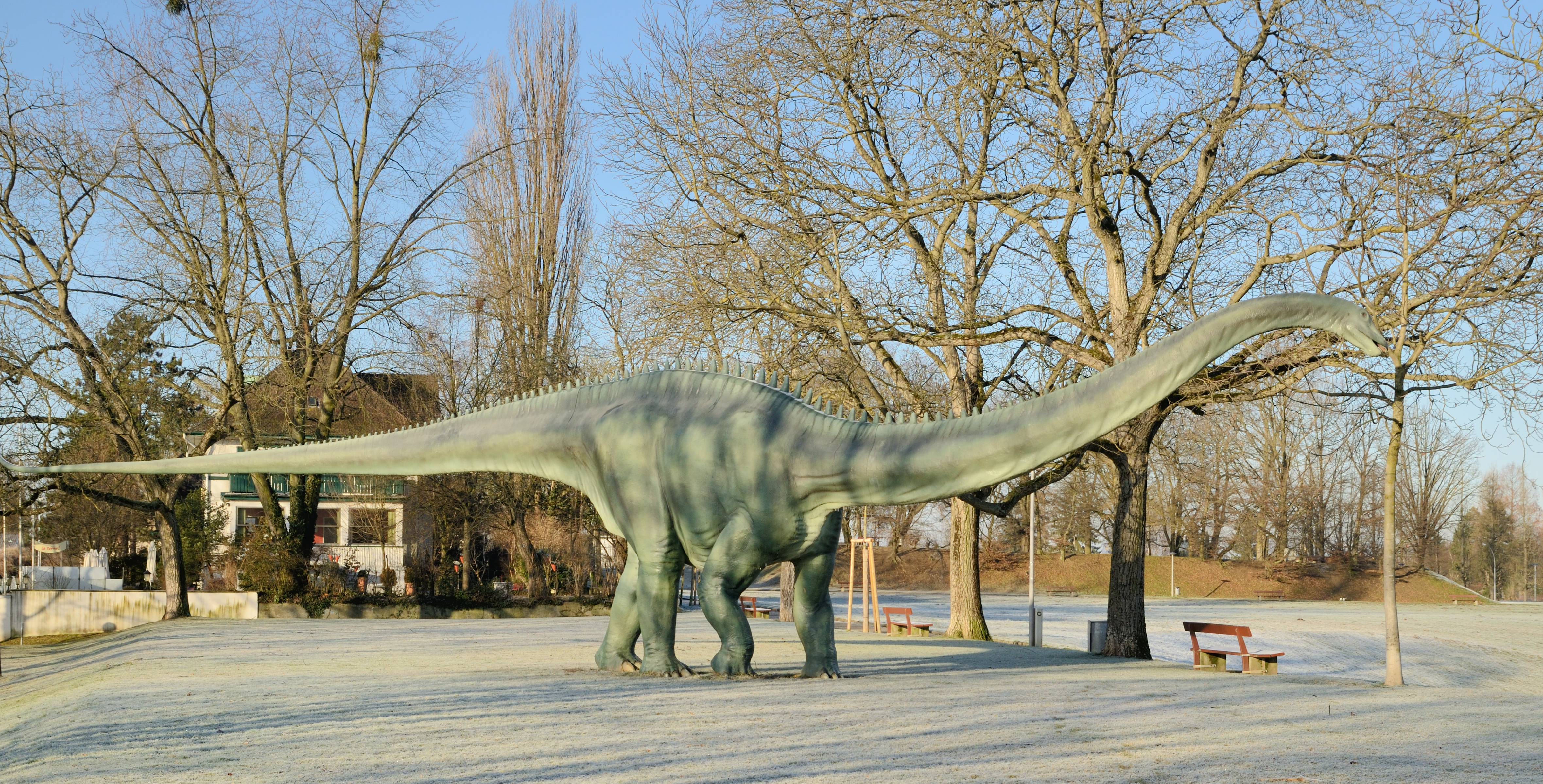
Modell eines Diplodocus in Basel

Mehrere Arten von Diplodocus sind zwischen 1878 und 1924 beschrieben worden. Das erste Skelett wurde 1878 von Benjamin Franklin Mudge und Samuel Wendell Williston in Como Bluff, Wyoming entdeckt und von dem Paläontologen Othniel Charles Marsh noch im selben Jahr als Typusart wissenschaftlich erstbeschrieben und Diplodocus longus („langer Doppelbalken“) genannt. Überreste von Diplodocus sind seither in der Morrison-Formation in den westlichen US-Bundesstaaten Colorado, Utah, Montana und Wyoming entdeckt worden. Mit Ausnahme des Schädels, der auch oft bei ansonsten vollständigen Skeletten fehlt, sind Fossilien dieses Dinosauriers häufig. Obwohl es sich nicht um die Typusart handelt, hat D. carnegiei aufgrund der Vielzahl von Abgüssen des nahezu vollständigen Originalskeletts, die in Museen in der gesamten Welt ausgestellt sind, eine größere Bekanntheit erlangt.
Die Sauropodengattungen Diplodocus und Barosaurus, die beide aus der Morrison-Formation stammen, besaßen sehr ähnliche Gliedmaßenknochen. In der Vergangenheit wurden viele isolierte Gliedmaßenknochen darum einfach Diplodocus zugeschrieben, obwohl sie möglicherweise zu Barosaurus gehören.

### Gültige Arten
- D. longus, die Typusart, beruht auf zwei Schädeln und einer Schwanzwirbelsäule aus der Morrison-Formation von Colorado und Utah.[39]
- D. carnegii[40][41] (in älterer Literatur auch D. carnegiei)[42], benannt nach Andrew Carnegie, ist die am besten bekannte Art, vor allem aufgrund eines nahezu vollständigen Skeletts, das von Jacob Wortman vom Carnegie Museum of Natural History in Pittsburgh, Pennsylvania entdeckt und im Jahr 1901 von John Bell Hatcher wissenschaftlich beschrieben und benannt wurde.
- D. hayi beruht auf einem Teilskelett, das von William H. Utterback im Jahr 1902 nahe Sheridan, Wyoming entdeckt und 1924 beschrieben wurde.[43] Die Art wurde 2015 bei einer Revision der Diplodocidae in die neu errichtete Gattung Galeamopus gestellt.[44]
- D. hallorum ist auch bekannt als Seismosaurus hallorum. Ein Vortrag[45] auf der Jahrestagung der Geologischen Gesellschaft von Amerika im Jahr 2004 stellte plausibel dar, dass Seismosaurus ein mutmaßliches jüngeres Synonym von Diplodocus repräsentiert. Seismosaurus hallorum wurde im Jahr 1979 entdeckt und 1991 als eigene Gattung beschrieben.

### Zweifelhafte Arten
- D. lacustris ist ein nomen dubium. Die Art wurde von Othniel Marsh im Jahr 1884 beschrieben. Die Beschreibung erfolgte auf der Grundlage von Knochenresten eines kleineren Individuums, die in Morrison, Colorado gefunden wurden.[46] Diese Fossilien werden heute als Überreste eines Jungtiers und nicht für Vertreter einer eigenen Art gedeutet.

## Klassifikation
Diplodocus ist sowohl die Typus-Gattung als auch der Namensgeber der Familie Diplodocidae. Die Mitglieder der Familie sind beträchtlich schlanker gebaut als Titano- und Brachiosaurier. Sie sind charakterisiert durch lange Hälse und Schwänze und eine horizontale Haltung. Ihre Vorderbeine sind kürzer als die Hinterbeine. Diplodociden hatten ihre Blütezeit im Oberen Jura. In dieser Zeit waren sie in Nordamerika und Afrika häufig. Sie wurden während der Kreidezeit von den Titanosauriern abgelöst, die ähnliche ökologische Nischen belegten.
Die Unterfamilie Diplodocinae umfasst Diplodocus und seine nächsten Verwandten, darunter Seismosaurus, der zur selben Gattung gehören könnte, und Barosaurus. Der zeitgleich im Fossilbericht erscheinende Apatosaurus scheint mit Diplodocus ferner verwandt zu sein – die Gattung wird zur selben Familie gezählt, jedoch in die Unterfamilie Apatosaurinae gestellt.
Der portugiesische Dinheirosaurus und die afrikanische Gattung Tornieria sind von manchen Autoren ebenfalls als nahe Verwandte von Diplodocus klassifiziert worden.
Die Überfamilie Diplodocoidea umfasst die Diplodociden sowie Dicraeosauriden, Rebbachisauriden und die Gattung Suuwassea, Amphicoelias und möglicherweise Haplocanthosaurus, und/oder die Nemegtosauriden.
Dieses Taxon bildet die Schwestergruppe zu Camarasaurus, den Brachiosauriden und den Titanosauriern (die zur Gruppe Macronaria zusammengefasst werden). Diplodocoidea und Macronaria bilden zusammen die Neosauropoda, welche die größte, diverseste und erfolgreichste Gruppe der sauropodomorphen Dinosaurier darstellt.

## Darstellung in der allgemeinen Öffentlichkeit

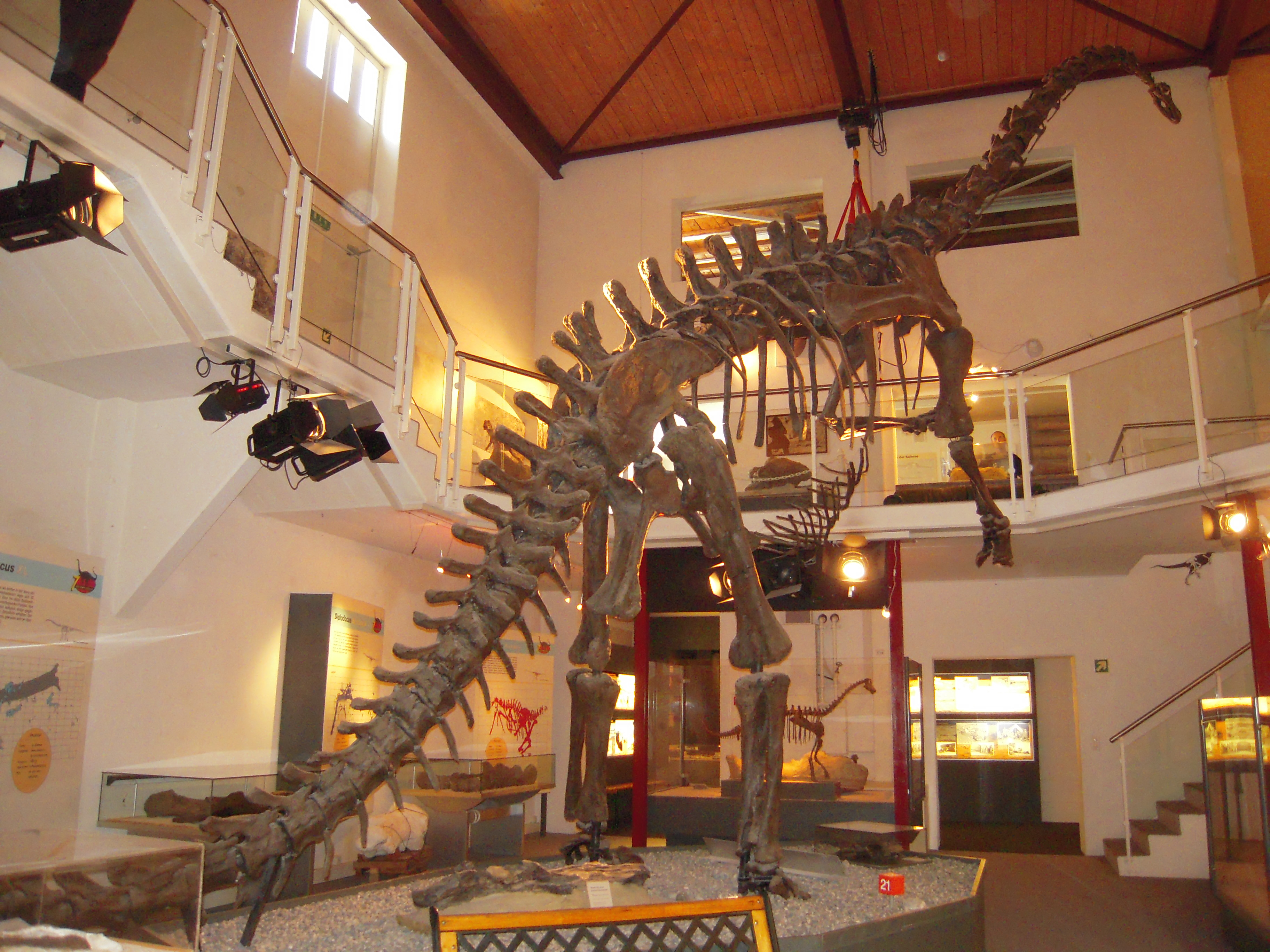
Skelettrekonstruktion von Diplodocus im Sauriermuseum Aathal

Diplodocus ist eine der allgemein bekannten und oft dargestellten Dinosauriergattungen, wahrscheinlich aufgrund der Vielzahl an Skelettfunden und des Status als längster Dinosaurier. Die Vergabe vieler Skelettabgüsse an Museen weltweit trug dazu bei, Menschen vieler Kulturen mit Diplodocus in Kontakt zu bringen und vertraut zu machen. Diplodocus-Skelette werden noch immer in vielen Museen ausgestellt: D. hayi im Houston Museum of Natural Science, D. carnegiei im Natural History Museum in London, im Naturwissenschaftlichen Museum in Madrid, Spanien, im Senckenberg-Museum in Frankfurt, Deutschland, im Field Museum of Natural History in Chicago und natürlich im Carnegie Museum of Natural History in Pittsburgh. Ein montiertes Skelett von D. longus ist im Smithsonian Museum of Natural History in Washington, D. C. zu besichtigen
Diplodocus war Protagonist einer Episode der TV-Serie der BBC Dinosaurier – Im Reich der Giganten. Unter dem Titel  Zeit der Titanen wurde der Werdegang eines Individuums nachgestellt.